# Ossaea nipensis
Ossaea nipensis är en tvåhjärtbladig växtart som beskrevs av Nathaniel Lord Britton och Percy Wilson. Ossaea nipensis ingår i släktet Ossaea och familjen Melastomataceae. Utöver nominatformen finns också underarten O. n. longipetiolata.